# Powiat krośnieński (województwo lubuskie)
Powiat krośnieński – powiat graniczny w Polsce, w województwie lubuskim. Funkcjonował w latach 1945–1975 oraz po reformie administracyjnej od 1999 r. Jego siedzibą jest miasto Krosno Odrzańskie, a najludniejszym miastem Gubin. Powierzchnia powiatu wynosi 139 125 ha, co stanowi 9,9% obszaru województwa lubuskiego.
W granicach powiatu znajduje się także miasto Gubin, które w latach 1945–1961 było centrum administracyjnym powiatu gubińskiego. Decyzją Rady Ministrów z 1961 powiat ten został zlikwidowany, a gminy wchodzące w jego skład podzielone pomiędzy powiat krośnieński i lubski. Decyzja weszła w życie z dniem 31 grudnia 1961. W 1975 r. zlikwidowano powiaty, a przywrócono je dopiero w październiku 1998 r. W latach 2015–2016 władze Gubina przy wsparciu mieszkańców miasta i gminy, podejmowały próby zmiany nazwy na krośnieńsko-gubiński. Jednak po przeprowadzeniu konsultacji społecznych i sprzeciwie większości mieszkańców, Rada Ministrów nie przychyliła się do wniosku.

## Granice powiatu
Na zachodzie graniczy z Republiką Federalną Niemiec, krajem związkowym Brandenburgia, powiatami: Sprewa – Nysa (niem. Landkreis Spree-Neiße, dolnołuż. Wokrejs Sprjewja-Nysa) i Odra – Sprewa (niem. Landkreis Oder-Spree, dolnołuż. Wokrejs Odra-Sprjewja). Od północy z powiatami: słubickim i sulęcińskim, od północnego wschodu z powiatem świebodzińskim, od wschodu z powiatem zielonogórskim (ziemskim), od południa z powiatem żarskim.

## Położenie geograficzne
Powiat krośnieński leży w centrum przewężenia rozległego Niżu Europejskiego, w dorzeczu środkowego biegu Odry, między 14°30′ i 15°30′ długości geograficznej, a 51°10′ i 52°10′ szerokości geograficznej. Kształtem przypomina nóżkę kurczaka. Zachodni wierzchołek opiera się o Nysę Łużycką. Kraina zlokalizowana jest w licznych zróżnicowanych regionach fizycznogeograficznych. Należą do nich: Wzniesienia Gubińskie, Dolina Środkowej Odry oraz Dolnego Bobru, Wysoczyzna Czerwieńska i Równina Torzymska z Puszczą Rzepińską. Najwyższym wzniesieniem jest Trzebulskie Pogórze (135 m n.p.m.). Dzięki temu zarówno krajobraz, jak i szata roślinna są malownicze i pełne dymorfizmu. Niewątpliwymi atutami są: duże zalesienie (62% obszaru) i występowanie licznych cieków oraz zbiorników wodnych. Przez powiat płyną 3 z 15 najdłuższych polskich rzek: Odra (2), Bóbr (11) i Nysa Łużycka (13), znajdują się dwa sztuczne zbiorniki wodne w Raduszcu Starym i Dychowie. U ujścia Nysy Łużyckiej do Odry znajduje się utworzony w 1998 r. Krzesiński Park Krajobrazowy, a we wschodniej części gminy Bytnica niezwykle malowniczy, utworzony w 1996 r. Gryżyński Park Krajobrazowy.

## Podział administracyjny
W skład powiatu wchodzą: jedna gmina o statusie miejsko-wiejskim, jedna gmina o statusie miejskim i pięć gmin o statusie wiejskim.
| Herb | Gmina             | Status          | Siedziba                                | Sołectwa | Obszar km²         | Obszar %   | Ludność       | Ludność %   | Osób/km²    |
| ---- | ----------------- | --------------- | --------------------------------------- | -------- | ------------------ | ---------- | ------------- | ----------- | ----------- |
|      | Krosno Odrzańskie | miejsko-wiejska | ul. Parkowa 1, 66-600 Krosno Odrzańskie | 19       | 212,4 (8,2)/uwaga/ | 15,2 (0,6) | 17670 (11238) | 32,2 (20,5) | 85 (1396,1) |
|      | Gubin             | miejska         | ul. Piastowska 24, 66-620 Gubin         | –        | 20,7               | 1,5        | 16614         | 30,3        | 806,9       |
|      | Gubin             | wiejska         | ul. Obrońców Pokoju 20, 66-620 Gubin    | 46       | 379,6              | 27,3       | 7138          | 13,0        | 19          |
|      | Bobrowice         | wiejska         | Bobrowice 131, 66-627 Bobrowice         | 16       | 184,9              | 13,3       | 3178          | 5,8         | 17          |
|      | Bytnica           | wiejska         | Bytnica 52, 66-630 Bytnica              | 7        | 208,7              | 15,0       | 2507          | 4,6         | 12          |
|      | Dąbie             | wiejska         | ul. Szeroka 4, 66-615 Dąbie             | 16       | 170,9              | 12,3       | 4923          | 9,0         | 29          |
|      | Maszewo           | wiejska         | Maszewo 71, 66-614 Maszewo              | 15       | 214,0              | 15,4       | 2799          | 5,1         | 13          |

/Uwaga/ – W nawiasie zawarto dane dla miasta Krosna Odrzańskiego.

## Historia
Pomysł utworzenia powiatu krośnieńsko-gubińskiego po raz pierwszy pojawił się już w czerwcu 1945 r. Wówczas do Krosna Odrzańskiego przybyła grupa osadników z Legnicy. Mieli oni za zadanie stworzyć administrację w Gubinie, ale z uwagi na znaczne zniszczenie miasta zamieszkali w sąsiednim Krośnie. Liderem grupy był Czesław Zalewski, który 6 czerwca ogłosił się starostą i fakt utworzenia powiatu krośnieńsko-gubińskiego.
W 1945 polskie władze z uwagi na mnogość problemów z odbudową państwa, jak również wdrażaniem nowego, narzuconego systemu politycznego przyjęły początkowo podział administracyjny, zbliżony do przedwojennego, niemieckiego. Wynikało to z pragmatycznego podejścia, które miało na celu zachowanie powiązań gospodarczych i komunikacyjnych. W tej wczesnej fazie powiat Krosno nad Odrą przypisano do okręgu północno-zachodniego tzw. Ziem Odzyskanych. Jego siedzibą była Piła. Obejmował on miasto Lubsko (wówczas Zemsz) oraz dziewięć gmin wiejskich: Bobrowice, Bytnica, Dąbie, Górzyn, Korczyców, Kosierz, Nietkowice, Toporów i Wężyska. Ogółem w skład wchodziło 102 miejscowości. Chaos, zwłaszcza w zachodniej części Polski sprawił, że początkowo niejasna była przynależność niektórych regionów. W jednym ze sprawozdań Urzędu Informacji i Propagandy w Poznaniu, w czerwcu 1945 roku informowano, że „województwo poznańskie powiększyło się o 9 powiatów (…), o Krosno nad Odrą toczy się spór czy przypadnie Wielkopolsce czy Dolnemu Śląskowi”. W mieście trwały przepychanki o władzę nad powiatem pomiędzy osadnikami przybyłymi z trzech ośrodków: Poznania, Piły i Legnicy. Ostatecznie na mocy Uchwały Rady Ministrów z 7 lipca 1945 r. powiat znalazł się w granicach województwa poznańskiego, a do życia, zarówno powiat krośnieński, jak i gubiński powołało – rozporządzenie Wojewody Poznańskiego, jako Pełnomocnika Okręgowego R. P. dla Ziem Odzyskanych [Dr Wida – Wirski] z dnia 28 lipca 1945 r. w sprawie utworzenia powiatów: krośnieńskiego i gubińskiego.

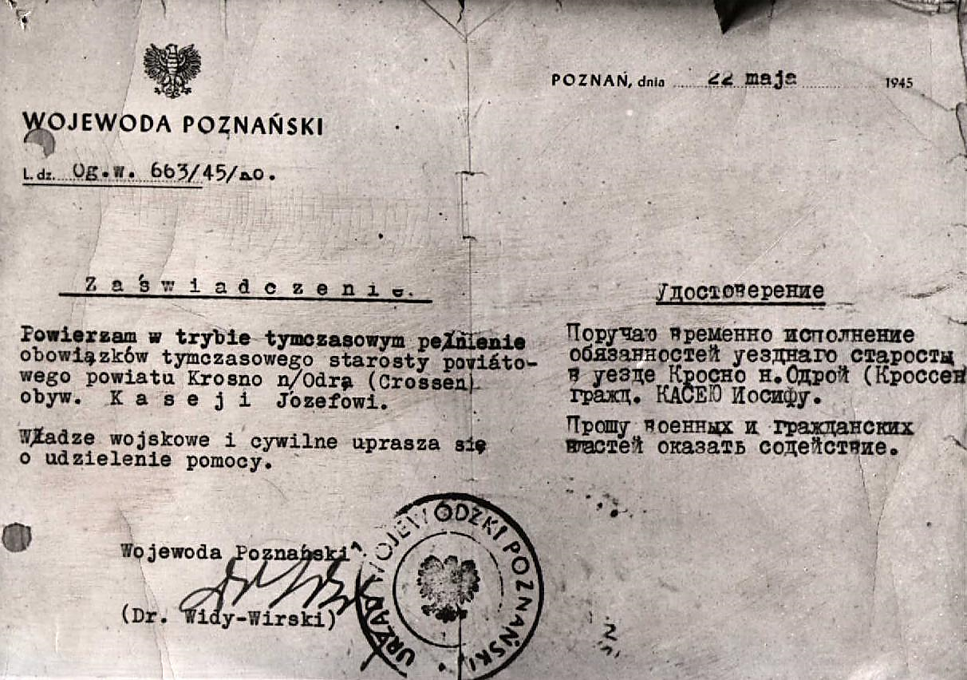
Zaświadczenie z dnia 22 maja 1945 r. tymczasowego powierzenia obowiązków starosty krośnieńskiego Józefowi Kaseji.

Powiat krośnieński, podobnie jak kilkanaście innych powiatów granicznych, został wyznaczony na cele osadnictwa wojskowego. Tym samym wykorzystano pomysł z okresu II Rzeczypospolitej, kiedy to zasiedlano wschodnie połacie terenu zdemobilizowanymi żołnierzami, którzy mieli stanowić ewentualne wzmocnienie ochrony i zabezpieczenie granicy. W listopadzie 1945 r. Głos Wielkopolski tak zachwalał walory regionu: „Powiat Krosno n/O. wyznaczony na teren osadnictwa wojskowego jest uroczo położony i zdrowotny. (…) Krosno woła Ciebie osadniku i zdemobilizowany żołnierzu na osiedlenie”.

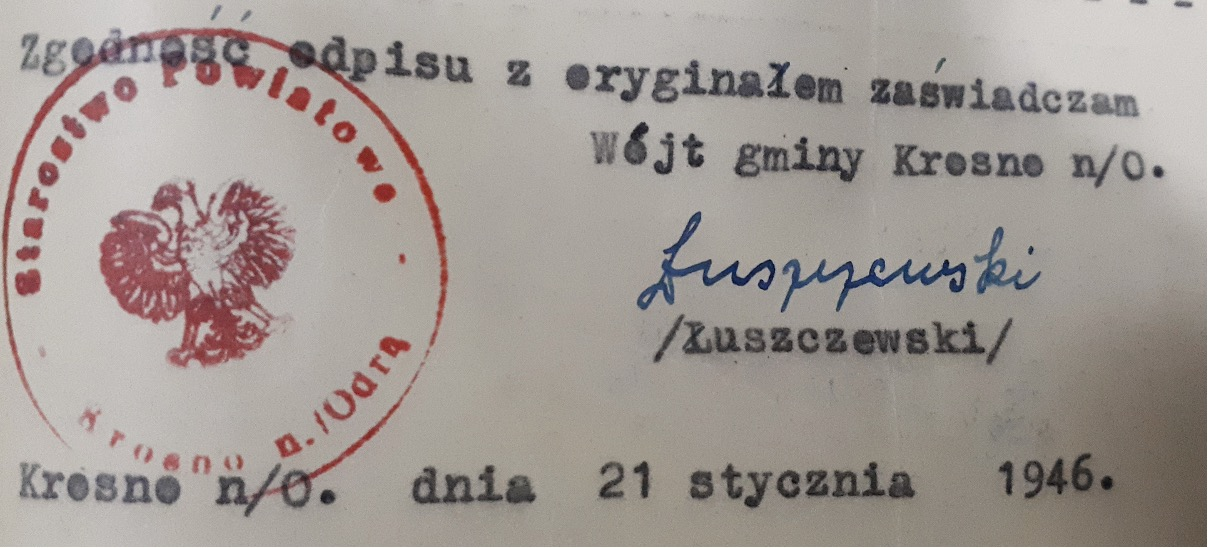
Pierwsza pieczęć urzędowa Starostwa Powiatowego w Krośnie nad Odrą – 21 stycznia 1946 r.

W Powiatowej Radzie Narodowej, która ukonstytuowała się 31 grudnia 1945 r. zasiadło: 12 radnych z PPR, 4 z PPS i 8 bezpartyjnych. Szczególną uwagę zwraca liczba radnych, którzy określili się, jako bezpartyjni. Była to największa liczba radnych bez przynależności partyjnej spośród powiatów wchodzących później w skład województwa zielonogórskiego. Według stanu na dzień 1 stycznia 1946 r. członkami prezydium PRN byli: Wilhelm Kisielewski, Piotr Ludyga (górnik, jeden z grupy pierwszych siedemnastu pionierów), Marian Szczygieł, Lucjan Ratyński. Pierwszym starostą z nominacji wojewody poznańskiego Feliksa Widy – Wirskiego został późniejszy burmistrz miasta Józef Kaseja, którego 22 maja 1945 delegowano w trybie tymczasowym do pełnienia obowiązków tymczasowego starosty powiatu Krosno n/ Odrą (Crossen). Sprawował on urząd krótko, bowiem w listopadzie tego samego roku został odwołany. Po nim starostą wybrano Jana Ociepkę, który jak wspominano „(…) zabierał się do pracy poważniej (…)”. Władze i społeczeństwo zmagało się z wieloma trudnościami, które spowodowane były ogromnymi zniszczeniami wojennym, jak i stratami wśród ludności. "Głos Wielkopolski" w 1947 sygnalizował liczne problemy pisząc: "Skromne wyposażenie finansowe samorządu krośnieńskiego napotyka na najrozmaitsze trudności w zaspokojeniu potrzeb życia zbiorowego". Odczuwalny był brak wykształconych i doświadczonych urzędników. Za materiał piśmienny służyły często urzędowe druki niemieckie. Nie ułatwiały sprawy problemy zaopatrzeniowe, a także wielomiesięczne zaległości płacowe. Ze względu na duże migracje ludności zalecano, aby starostwo było czynne całą dobę, a raz w miesiącu miał być dostarczany raport z działalności do urzędu wojewódzkiego. 

Starosta krośnieński Jan Ociepka wręcza akty nadania ziemi, cywilnym i wojskowym osadnikom (1946).

W marcu 1950 r. dokonano kolejnych zmian w funkcjonowaniu terenowej administracji lokalnej. Wprowadzono na wzór radziecki rady narodowe, likwidując m.in. starostwa powiatowe. Na czele powiatów stanęli przewodniczący powiatowych rad narodowych, a organem wykonawczym stały się prezydia. Rady były wyłaniane w wyborach, a nadzór nad nimi sprawowała Rada Państwa. Pierwszym przewodniczącym krośnieńskiej PRN został Jan Koleńczuk. Oba powiaty znalazły się w nowo utworzonym województwie zielonogórskim. W październiku 1954 r. na fali kolejnej reformy z części dotychczasowego powiatu krośnieńskiego (Lubsko, Górzyn), gubińskiego (Biecz, Mierków) i żarskiego (Jasień, Brody) utworzono nowy powiat – lubski. Z uwagi na „ludowy” charakter, władza przywiązywała wagę do podkreślenia istotnej roli rad narodowych. Przykładem tego była uroczysta inauguracja sesji Powiatowej Rady Narodowej w Krośnie Odrzańskim, która odbyła się 18 grudnia 1954 r. Otwarcia dokonał poseł na sejm PRL, członek ZSL – Franciszek Dembowski.
W grudniu 1961 r. zlikwidowano powiat gubiński. Gubin, Chlebowo i Wałowice wcielono do powiatu krośnieńskiego, a pozostałe gromady do powiatu lubskiego. Potencjał gospodarczy i społeczny, zwłaszcza nadgranicznego Gubina był z pewnością wzmocnieniem dotychczasowej struktury powiatu.

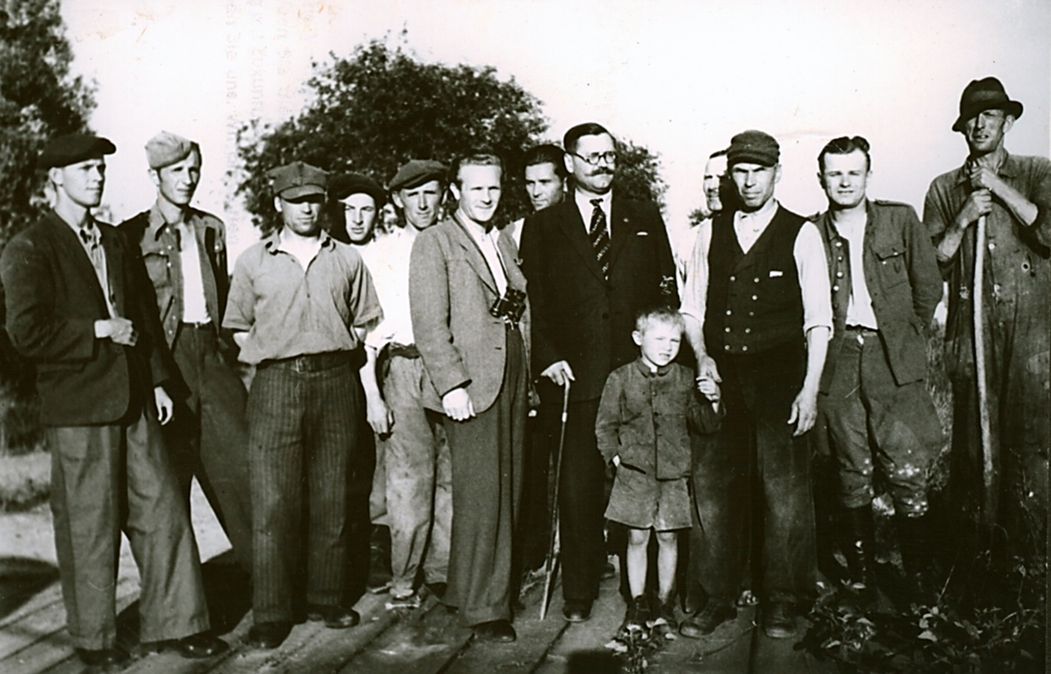
Starosta krośnieński Wincenty Karuga w otoczeniu chłopów z okolic Krosna Odrzańskiego (lato 1949 r.).

Kolejne wielkie reformy zostały wdrożone w latach 1972–1975. Utworzenie w 1972 r. silnych gmin doprowadziło do marginalizacji powiatów. W roku 1973 zmieniono formy zarządzania powiatem – pracami administracji tego szczebla kierował Naczelnik Powiatu (w powiecie krośnieńskim u schyłku funkcjonowania funkcję tę pełnił Jan Krompiewski). Ostateczna likwidacja powiatów w PRL nastąpiła na podstawie ustawy z 28 maja 1975 r., która od 1 czerwca 1975 r. wprowadzała dwustopniowy podział administracyjny.
W roku 1990 na mocy rozporządzenia Ministra Szefa Urzędu Rady Ministrów z dnia 1 sierpnia 1990 r. (w sprawie określenia siedzib i terytorialnego zasięgu działania Urzędów Rejonowych) powstały urzędy, które pod koniec wieku stanowiły podstawę formowania starostw powiatowych. Stanowisko kierownika krośnieńskiego UR, na prośbę ówczesnego burmistrza Krosna Odrzańskiego Bolesława Borka, objął Jarosław Tyc, późniejszy prezes spółki z grupy PKN Orlen – Orlen Paliwa, a następnie Regina Olek. Na podstawie ustawy z 5 czerwca 1998 r. przywrócono trójstopniowy podział administracji samorządowej.
Zgodnie z art. 131 Ustawy z dnia 16 lipca 1998 r. nowo uchwalonej ordynacji wyborczej, w powiecie krośnieńskim wybierano 30 radnych. W wyniku przeprowadzonych 11 października 1998 r. wyborów samorządowych do rady powiatu wybrano następujących radnych I kadencji:
Sojusz Lewicy Demokratycznej
- Wojciech Białek – Gubin
- Józef Chaba – Gubin
- Andrzej Domagała – Krosno Odrzańskie
- Jan Klimek – Gubin
- Józef Kubiszyn – Gębice
- Krystyna Kulbaka – Krosno Odrzańskie
- Józef Kuta – Gubin
- Wiesław Leśko – Bobrowice
- Dariusz Jarociński – Rybaki
- Jerzy Maciąg – Krosno Odrzańskie
- Włodzimierz Rogowski – Gubin
- Leonard Tumiłowicz – Gubin
- Andrzej Zaborowicz – Krosno Odrzańskie

Akcja Wyborcza Solidarność
- Kazimierz Barczuk – Dąbie
- Teresa Barnaś – Budachów
- Małgorzata Brodzińska – Krosno Odrzańskie
- Jerzy Dębicki – Radnica
- Roman Dzydzan – Radnica
- Maciej Naglik – Grabice
- Grzegorz Perlak – Gubin
- Elżbieta Strońska – Gubin
- Antoni Ślipko – Wężyska
- Katarzyna Zyzak – Bobrowice

Akcja Twój Powiat /lokalny/
- Kazimierz Jędrasiak – Gronów /uwaga/
- Zdzisław Leśko – Skórzyn
- Wiesław Mackowicz – Krosno Odrzańskie

Unia Wolności
- Jolanta Olszewska – Gubin
- Anna Szcześniewicz – Gubin

Przymierze Społeczne: PSL, UP, KPEiR /lokalny/
- Henryka Basznica – Kaniów
- Andrzej Chinalski – Krosno Odrzańskie

/uwaga/ W miejsce radnego Kazimierza Jędrasiaka, zmarłego 27 września 2000 r., został dokooptowany Władysław Przewłocki z Bronkowa.

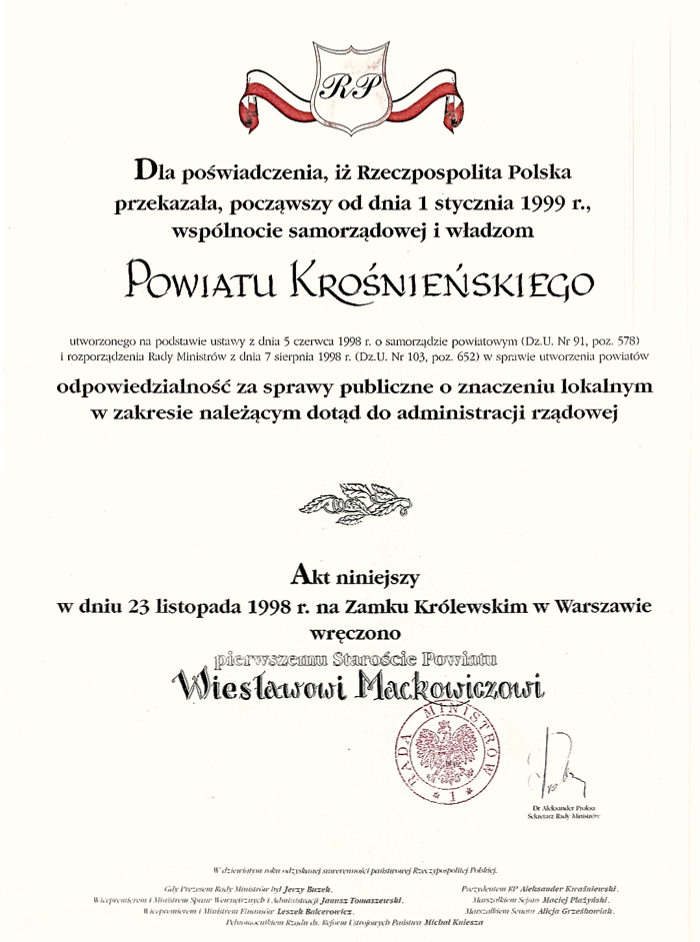
Akt powołania powiatu krośnieńskiego (odrzańskiego), przekazany na Zamku Królewskim w Warszawie w dniu 23 listopada 1998 r.

Pierwsza sesja Rady Powiatu Krośnieńskiego odbyła się w piątek, 6 listopada 1998 r. Przewodniczącym wybrano ppłk. rezerwy Józefa Kutę z Gubina. Jego kontrkandydatką była dyrektorka Szkoły Podstawowej nr 1 w Krośnie Odrzańskim Małgorzata Brodzińska. Kuta wygrał stosunkiem głosów 16 do 12. W pierwszych słowach po objęciu przewodnictwa w radzie podkreślił, że „Czuję się jako żołnierz posłany na pierwszą linię ognia (…). Będę się starał działać dla dobra powiatu, ponad podziałami partyjnymi”. Trzy dni później, 9 listopada dokonano wyboru starosty krośnieńskiego. Koalicja w skład, której wchodziły: Sojusz Lewicy Demokratycznej, Przymierze Społeczne i Akcja Twój Powiat, zaproponowała byłego dyrektora Szkoły Podstawowej nr 3 w Krośnie Odrzańskim i naczelnika delegatury Kuratorium Oświaty – Wiesława Mackowicza. Akcja Wyborcza Solidarność zarekomendowała na to stanowisko pracownicę Regionalnej Izby Obrachunkowej, Teresę Barnaś. Wiesław Mackowicz otrzymał 16 głosów, a jego kontrkandydatka 13. Nowo wybrany w demokratycznych wyborach, pierwszy w powojennych dziejach powiatu krośnieńskiego starosta, zaproponował na stanowisko wicestarosty, osobę spoza rady, dotychczasową kierowniczkę Urzędu Rejonowego Reginę Olek. W tajnym głosowaniu otrzymała ona 17 głosów. Uroczyste przekazanie Aktu Erekcyjnego Powiatu Krośnieńskiego odbyło się 23 listopada 1998 r. na Zamku Królewskim w Warszawie, a wręczenia dokonywali urzędnicy kancelarii Premiera RP Jerzego Buzka. W grudniu uchwalono statut i schemat struktury organizacyjnej Starostwa. Starostwo Powiatowe rozpoczęło działalność 25 stycznia 1999 r.

## Herb i flaga
Oba symbole powiatu: herb i flagę zaprojektował późniejszy rektor Uniwersytetu Zielonogórskiego, prof. Wojciech Strzyżewski. Opis genezy projektu wraz z propozycjami zawarł w opracowaniu: „Herb Powiatu Krośnieńskiego (Uwagi wstępne do ekspertyzy heraldycznej)”, Zielona Góra 2000. W swojej propozycji autor uwzględnił symbolikę wynikającą z przynależności do różnych krain: Dolnych Łużyc i Dolnego Śląska obu miast: Gubina i Krosna Odrzańskiego. Historycznymi odwzorowaniem symboli były: byk i czarny orzeł. Przedłożone zostały trzy propozycje herbu, spośród których wybrano jeden. Uchwałami: nr XVIII/90/2000 z dnia 27 września 2000 r. w sprawie ustanowienia herbu Powiatu Krośnieńskiego i Uchwałą nr XVIII/91/2000 w sprawie ustanowienia flagi Powiatu Krośnieńskiego z tego samego dnia przyjęto symbole samorządu. Zgodnie z ówczesnymi przepisami, przedłożono je do zaopiniowania Ministrowi Spraw Wewnętrznych i Administracji.
Herb – przedstawia w polu tarczy herbowej trójdzielnej: w części górnej, heraldycznej prawej złotej (żółtej) barwy, wizerunek czarnego dolnośląskiego orła, w części górnej heraldycznej lewej srebrnej (białej) barwy, czerwony wół. W dolnej części tarczy herbowej przedstawiona została w srebrnym (białym) polu błękitna wstęga symbolizująca Odrę. W podstawie tarczy herbowej umieszczono zielony pas, symbolizujący drugi, charakterystyczny element krajobrazu regionu.
Flaga – przedstawia na prostokątnym płacie tkaniny o proporcjach boku krótszego do dłuższego 5:8 trzy poziome, równe pasy. Górny pas barwy błękitnej, środkowy białej, dolny w barwie zielonej.

## Przynależność administracyjna powiatu w latach 1945–2020
| Data zmiany | Powiat              | Województwo                                                | Uwagi/ podstawa prawna |
| ----------- | ------------------- | ---------------------------------------------------------- | --- |
| 31.01.1945  | Crossen an der Oder | Provinz Mark Brandenburg Regierungsbezirk Frankfurt (Oder) | Administracja niemiecka (III Rzesza) |
| 20.02.1945  | –                   | –                                                          | Zajęcie miasta przez wojska radzieckie. Przejęcie administracji miasta (strefa przyfrontowa) przez Radziecką Komendanturę Wojskową. |
| 14.03.1945  | Krośnieński         | Okręg Dolnego Śląska /Wrocław/                             | Uchwałą Rady Ministrów Rządu Tymczasowego Rzeczypospolitej Polskiej z 14 marca 1945 roku ziemie zachodnie i północne podzielono na 4 okręgi. Instrukcją Rządu Tymczasowego skierowaną do pełnomocników okręgowych na ziemiach odzyskanych m.in. Krosno przypisano do Dolnego Śląska. Była to pierwsza oficjalna decyzja władz centralnych dotycząca kwestii zarządu na Ziemiach Odzyskanych (Archiwum Akt Nowych, Ministerstwo Ziem Odzyskanych, sygn. 105, Wyciąg z akt protokołów nr 19 posiedzenia Rady Ministrów w dniu 14 marca 1945 r.). |
| 07.07.1945  | Krośnieński         | Województwo Poznańskie                                     | O przyłączeniu powiatu Krosno nad Odrą zadecydował wojewoda poznański w piśmie do krośnieńskiego pełnomocnika obwodowego (13 czerwca 1945 r.). Oficjalne potwierdzenie tego faktu wojewoda otrzymał od Pełnomocnika Generalnego w piśmie z dnia 28 czerwca 1945 r. Wojewoda potwierdził przejęcie powiatów 25 lipca 1945 r. (Monitor Polski 1945 r., nr 29, poz. 77 z dnia 7 lipca 1945 r.). Zob. także Rozporządzenie Rady Ministrów z maja 1946 r., kiedy to włączono powiaty: krośnieński i gubiński do województwa poznańskiego (Dz. U. 1946 r., nr 28, poz. 177 z 29 maja 1946 r.). Od 1946 r. do powiatu Krosno należało Lubsko i funkcjonował również powiat gubiński. Mapa powiatu krośnieńskiego w 1947 r./ Mapa powiatu gubińskiego w 1947 r. |
| 06.07.1950  | Krośnieński         | Województwo Zielonogórskie                                 | Do nowo powstałego województwa zielonogórskiego przypisano m.in. powiaty: krośnieński i gubiński. (Dz. U. 1950, nr 28, poz. 255 z 28 czerwca 1950 r.). |
| 01.10.1954  | Krośnieński         | Województwo Zielonogórskie                                 | Od dnia 1 października 1954 r. z części powiatu krośnieńskiego utworzono odrębny powiat lubski. (Dz. U. 1954, nr 49, poz. 250 z 11 sierpnia 1954 r.). |
| 31.12.1961  | Krośnieński         | Województwo Zielonogórskie                                 | Od 1946 r. równolegle funkcjonował powiat gubiński, który decyzją władz centralnych wcielono od 31 grudnia 1961 r. do powiatu Krosno Odrz. (Dz. U. 1961, nr 46, poz. 241 z 5 października 1961 r.). |
| 01.06.1975  | –                   | Województwo Zielonogórskie                                 | Zlikwidowano powiaty, wprowadzając dwustopniowy podział władzy. W roku 1990 utworzono Urzędy Rejonowe, które w znacznej części realizowały zadania dawnych i późniejszych powiatów. (Dz. U. 1975 r., nr 17, poz. 92 z 30 maja 1975 r.). |
| 05.06.1998  | Krośnieński         | Województwo lubuskie                                       | Przywrócono trójstopniowy podział władzy. (Dz. U. 1998 r., nr 91, poz. 577 i 578 z 5 czerwca 1998 r.). |

## Starostowie

### 1945–1975 / PRL/[25]

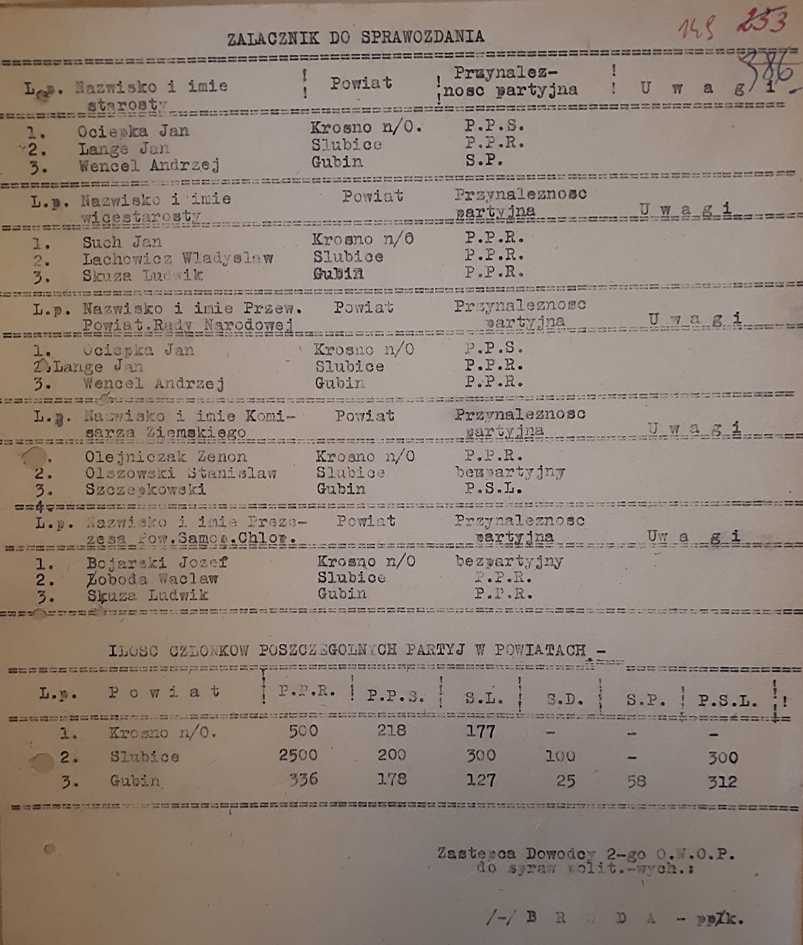
Skład personalny administracji powiatu i liczba członków partii: PPR, PPS, PSL, SD, SL, SP, m.in. w powiatach Krosno Odrzańskie i Gubin. Stan na dzień 6 września 1946 r.

- Józef Kaseja /PPR/ (22 maja 1945 – 18 listopada 1945)
- Jan Ociepka /PPS/ (listopad 1945 – 1947)
- Jan Such /PPR/ (1 stycznia 1948 – 31 października 1948)
- Wincenty Karuga /PZPR/ (1 listopada 1948 – 31 grudnia 1949)
- Jan Koleńczuk1 /PZPR/ (styczeń 1950 – czerwiec 1950)
- Piotr Pawłowski /PZPR/ (lipiec 1950 – grudzień 1950)
- Tomasz Kalinowski² /PZPR/ (styczeń 1951 – czerwiec 1952)
- Józef Laudański /PZPR/ (lipiec 1952 – czerwiec 1953)
- Henryk Zajchowski /PZPR/ (lipiec 1953 – 25 czerwca 1955)
- Aleksander Cierachowicz /PZPR/ (listopad 1955 – 1966)
- Zdzisław Strzelecki³ /PZPR/ (1966 – 13 grudnia 1973)
- Jan Krompiewski4 /PZPR/ (14 grudnia 1973 – 1 czerwca 1975)

### 1998–2029 /III RP/
- Wiesław Mackowicz5 /SLD/ (9 listopada 1998 – 30 listopada 2006)
- Jacek Hoffmann /PO/ (1 grudnia 2006 – 19 marca 2012)
- Robert Pawłowski /SLD/ (19 marca 2012 – 1 grudnia 2014)
- Mirosław Glaz /PSL/ (1 grudnia 2014 – 23 listopada 2018)
- Grzegorz Garczyński /PO/ (23 listopada 2018 – 6 maja 2024)
- Anna Januszkiewicz /PO/ (6 maja 2024 –

Uwagi:
1. 20 marca 1950 zgodnie z rozporządzeniem zlikwidowano urzędy starostów. Ich miejsce zajęli przewodniczący Miejskich i Powiatowych Rad Narodowych. Jan Koleńczuk w latach 1951–1954 pełnił funkcję przewodniczącego Powiatowej Rady Narodowej w Gubinie.
2. Starosta figuruje w aktach Wojewódzkiego Urzędu Spraw Wewnętrznych w Zielonej Górze, znajdujących się w zbiorach Instytutu Pamięci Narodowej, jako tajny współpracownik o pseudonimie „Gubiński” (data początkowa – 1951 r.).
3. W roku 1973 na czele powiatów stanęli naczelnicy powiatu, jako jednoosobowe organa terenowej administracji państwowej.
4. W roku 1975 w wyniku reformy administracyjnej zlikwidowano powiaty. Utworzenia pośredniego szczebla administracji (pomiędzy władzami wojewódzkimi i miejsko – gminnymi), nastąpiła w roku 1990, kiedy utworzono Urzędy Rejonowe. Na czele jednostek administracyjnych stanęli kierownicy, powoływani przez właściwych wojewodów.
5. Przywrócono funkcję starosty powiatu.

## Przewodniczący Rad Powiatu
- Józef Kuta (6 listopada 1998 – 27 października 2002)
- Włodzimierz Rogowski (19 listopada 2002 – 12 lutego 2006)
- Anna Szcześniewicz (28 lutego 2006 – 21 listopada 2010)
- Jacek Kurzępa (30 listopada 2010 – 29 listopada 2012)
- Mirosław Glaz (29 listopada 2012 – 19 czerwca 2013)
- Jarosław Kowalski (19 czerwca 2013 – 1 grudnia 2014)
- Danuta Anioł (1 grudnia 2014 – 21 października 2018)
- Kamil Kuśnierek (23 listopada 2018 – nadal)

## Zarządy Powiatu[26]

### I kadencja (9 listopada 1998 – 27 października 2002)
1. Wiesław Mackowicz /starosta/
2. Regina Olek /wicestarosta/
3. Leonard Tumiłowicz
4. Wiesław Leśko
5. Dariusz Jarociński
6. Jerzy Maciąg

### II kadencja (19 listopada 2002 – 12 listopada 2006)
1. Wiesław Mackowicz /starosta/
2. Stanisław Wawrzyniak /wicestarosta/
3. Jolanta Wywiórka
4. Andrzej Domagała
5. Jacek Hadada

### III kadencja (1 grudnia 2006 – 21 listopada 2010)
1. Jacek Hoffmann /starosta/
2. Janina Pawlik /wicestarosta/
3. Robert Pawłowski /Wybrany 28 lutego 2007 etatowym członkiem Zarządu/
4. Henryka Szostakiewicz
5. Tadeusz Woźniak

### IV kadencja (30 listopada 2010 – 16 listopada 2014)
/30 listopada 2010 – 19 marca 2012/
1. Jacek Hoffmann /starosta/
2. Janina Pawlik /wicestarosta/
3. Sebastian Bartczak
4. Janusz Marciniak
5. Grzegorz Świtalski

/19 marca 2012 – 7 czerwca 2013/
1. Robert Pawłowski /starosta/
2. Grzegorz Świtalski /wicestarosta/
3. Jacek Czerepko
4. Lech Kiertyczak /Złożył rezygnację i został odwołany 24 maja 2012/
5. Włodzimierz Rogowski /Wybrany na członka Zarządu 24 maja 2012/
6. Dorian Oleszek

/7 czerwca 2013 – 16 listopada 2014/
1. Robert Pawłowski /starosta/
2. Grzegorz Świtalski /wicestarosta/ /Został odwołany z funkcji wicestarosty 7 czerwca 2013/
3. Włodzimierz Rogowski /wicestarosta/ /Wybrany na urząd wicestarosty 19 czerwca 2013/
4. Jacek Czerepko /Złożył rezygnację i został odwołany z funkcji członka Zarządu 7 czerwca 2013/
5. Marian Duch /Wybrany na członka Zarządu 7 czerwca 2013. Złożył rezygnację i został odwołany 3 października 2013/
6. Dorian Oleszek
7. Sebastian Bartczak /Wybrany na członka Zarządu 19 czerwca 2013/

### V kadencja (1 grudnia 2014 – 21 października 2018)
1. Mirosław Glaz /starosta/
2. Grzegorz Świtalski /wicestarosta/ /Złożył rezygnację i został odwołany z funkcji wicestarosty 19 stycznia 2017/
3. Tomasz Kaczmarek /wicestarosta/ /Wybrany na urząd wicestarosty 19 stycznia 2017/
4. Jacek Czerepko
5. Marcin Jagodziński
6. Tomasz Miechowicz /Wybrany na członka Zarządu 2 kwietnia 2015. Złożył rezygnację i został odwołany 14 kwietnia 2016/
7. Roman Sikora /Wybrany na członka Zarządu 14 kwietnia 2016/

### VI kadencja (23 listopada 2018 – 6 maja 2024)
1. Grzegorz Garczyński /starosta/
2. Ryszard Zakrzewski /wicestarosta/
3. Roman Gancarz
4. Grzegorz Kieliszak
5. Radosław Sujak /Wybrany 23 listopada 2018 etatowym członkiem Zarządu. Złożył rezygnację i został odwołany 30 czerwca 2020/
6. Tomasz Miechowicz /Wybrany na członka Zarządu 24 czerwca 2021/[27]

### VII kadencja (6 maja 2024 – 2029)[28]
1. Anna Januszkiewicz /starosta/
2. Ryszard Zakrzewski /wicestarosta/
3. Grzegorz Kieliszak
4. Tomasz Miechowicz
5. Arkadiusz Duziak /Zmarł 24 września 2024/
6. Roman Gancarz /Wybrany na członka Zarządu 31 października 2024/[29]

## Podział mandatów w wyborach od 1998 r.
| Ugrupowanie                                                            | 1998-2002 I kadencja | 2002-2006 II kadencja | 2006-2010 III kadencja | 2010-2014 IV kadencja | 2014-2018 V kadencja | 2018-2024 VI kadencja | 2024-2029 VII kadencja |
| ---------------------------------------------------------------------- | -------------------- | --------------------- | ---------------------- | --------------------- | -------------------- | --------------------- | ---------------------- |
| Ogółem radnych                                                         | 30                   | 17                    | 17                     | 17                    | 17                   | 17                    | 17                     |
| Sojusz Lewicy Demokratycznej /Lewica i Demokraci/                      | 13                   | 8                     | 3                      | 4                     | 1                    | –                     | –                      |
| Akcja Wyborcza Solidarność                                             | 10                   | –                     | –                      | –                     | –                    | –                     | –                      |
| Akcja Twój Powiat                                                      | 3                    | –                     | –                      | –                     | –                    | –                     | –                      |
| Przymierze Społeczne: PSL, UP, KPEiR                                   | 2                    | –                     | –                      | –                     | –                    | –                     | –                      |
| Unia Wolności                                                          | 2                    | –                     | –                      | –                     | –                    | –                     | –                      |
| Porozumienie Prawicy Gubin                                             | –                    | 5                     | –                      | –                     | –                    | –                     | –                      |
| Inicjatywa Gospodarczo – Społeczna                                     | –                    | 2                     | –                      | –                     | –                    | –                     | –                      |
| Platforma Sprawiedliwości                                              | –                    | 2                     | –                      | –                     | –                    | –                     |                        |
| Platforma Obywatelska/ Platforma. Nowoczesna Koalicja Obywatelska      | –                    | –                     | 3                      | 5                     | 2                    | 2                     | 5                      |
| Zdrowy Powiat                                                          | –                    | –                     | 3                      | –                     | –                    | –                     | –                      |
| Forum Powiatu Krośnieńskiego                                           | –                    | –                     | 4                      | –                     | –                    | –                     | –                      |
| Polskie Stronnictwo Ludowe/ Komitet Obywatelski Trzecia Droga Lubuskie | –                    | –                     | 2                      | –                     | 7                    | 4                     | 1                      |
| Razem dla Naszego Powiatu                                              | –                    | –                     | 2                      | –                     | –                    | –                     | –                      |
| Prawo i Sprawiedliwość                                                 | –                    | –                     | –                      | 1                     | 2                    | 3                     | 4                      |
| Forum Samorządowe Miast i Gmin Powiatu Krośnieńskiego                  | –                    | –                     | –                      | 3                     | –                    | –                     | –                      |
| Nasz Powiat                                                            | –                    | –                     | –                      | 4                     | –                    | –                     | –                      |
| Bartczak – Cebula Razem dla Powiatu                                    | –                    | –                     | –                      | –                     | 3                    | –                     | –                      |
| FKR 2014                                                               | –                    | –                     | –                      | –                     | 2                    | –                     | –                      |
| Silny Powiat                                                           | –                    | –                     | –                      | –                     | –                    | 3                     | –                      |
| Ponad Podziałami /dla Mieszkańców/                                     | –                    | –                     | –                      | –                     | –                    | 5                     | 4                      |
| Sprawdzeni Samorządowcy                                                | –                    | –                     | –                      | –                     | –                    | –                     | 1                      |
| Polska 2050 Lubuskie                                                   | –                    | –                     | –                      | –                     | –                    | –                     | 2                      |

## Radni z największym poparciem w wyborach

### Najlepsze wyniki w wyborach 1998–2024

#### 1998–2002 (I kadencja)[67]
- Najwięcej głosów w liczbach bezwzględnych – Kazimierz Jędrasiak – 648.
- Najwięcej głosów procentowo – Kazimierz Jędrasiak – 21,33%.

#### 2002–2006 (II kadencja)[68]
- Najwięcej głosów w liczbach bezwzględnych – Elżbieta Strońska – 1102.
- Najwięcej głosów procentowo – Elżbieta Strońska – 20,88%.

#### 2006–2010 (III kadencja)[69]
- Najwięcej głosów w liczbach bezwzględnych – Marek Cebula – 998.
- Najwięcej głosów procentowo – Leszek Turczyniak – 16,85%.

#### 2010–2014 (IV kadencja)[70]
- Najwięcej głosów w liczbach bezwzględnych – Bartłomiej Bartczak – 721.
- Najwięcej głosów procentowo – Sebastian Bartczak – 15,99%.

#### 2014–2018 (V kadencja)[71]
- Najwięcej głosów w liczbach bezwzględnych – Jacek Czerepko – 757.
- Najwięcej głosów procentowo – Sebastian Bartczak – 16,69%.

#### 2018–2024 (VI kadencja)[72]
- Najwięcej głosów w liczbach bezwzględnych – Grzegorz Garczyński – 1 368.
- Najwięcej głosów procentowo – Andrzej Iwanicki – 20,27%.

#### 2024–2029 (VII kadencja)[73]
- Najwięcej głosów w liczbach bezwzględnych – Anna Januszkiewicz – 1 203.
- Najwięcej głosów procentowo – Anna Januszkiewicz – 21,19%.

## Siedziba władz powiatu
Po utworzeniu powiatów w 1998 r. rozpoczęto organizację urzędu i jego infrastruktury. Początkowo od 9 do 15 listopada 1998 r. siedzibą starosty krośnieńskiego był budynek Delegatury Kuratorium Oświaty w Krośnie Odrzańskim, mieszczący się przy ul. Chrobrego 14. Pierwsza siedziba Rady i Zarządu Powiatu Krośnieńskiego oraz Starostwa Powiatowego mieściła się przy ul 17 Pionierów 2 w Krośnie Odrzańskim. Była to siedziba Urzędu Rejonowego, a sam budynek należał do Lubuskiego Oddziału Straży Granicznej. Skromna baza lokalowa sprawiła, że część wydziałów umieszczano w innych budynkach. Przy ul. Chrobrego 14 usytuowano Wydział Edukacji, Kultury i Spraw Społecznych, a wcześnie żłobka (w budynku funkcjonowały również: Powiatowe Centrum Pomocy Rodzinie, Poradnia Psychologiczno-Pedagogiczna oraz Biblioteka Pedagogiczna), przy ówczesnej ul. WOP – Wydział Geodezji i Kartografii. W maju 2006 r. utworzono Delegaturę Starostwa w Gubinie, która początkowo mieściła się w budynku tamtejszego Urzędu Miasta. Jednocześnie podjęto działania zmierzające do pozyskania budynku po dawnych koszarach 11 Pułku przy dzisiejszej ul. Piastów 10B (Plac Unii Europejskiej) w Krośnie Odrzańskim. Budynek przeszedł generalny remont i w roku 2007 przeniesiono do niego wszystkie wydziały starostwa, a także: Poradnię Psychologiczno-Pedagogiczną, Powiatowe Centrum Pomocy Rodzinie, Powiatowy Urząd Pracy. Przejęcie budynku, a następnie jego remont i doposażenie, pozwoliły na uruchomienie długo oczekiwanego Powiatowego Centrum Administracji, którego uroczystego otwarcia dokonano 7 grudnia 2007 r. Delegatura urzędu w Gubinie mieści się przy ul. Obrońców Pokoju 20.

## Jednostki organizacyjne powiatu[76]
- Starostwo Powiatowe w Krośnie Odrzańskim, ul. Piastów 10B, 66-600 Krosno Odrzańskie[77]
- Starostwo Powiatowe w Krośnie Odrzańskim. Delegatura w Gubinie
- Dom Pomocy Społecznej w Szczawnie
- Powiatowe Centrum Pomocy Rodzinie w Krośnie Odrzańskim
- Zespół Szkół Licealnych i Technicznych im. Stanisława Staszica w Gubinie
- Europejskie Centrum Kształcenia Zawodowego i Ustawicznego w Gubinie
- Zespół Szkół Ponadgimnazjalnych im. Władysława Broniewskiego w Krośnie Odrzańskim
- Zespół Szkół Specjalnych
- Specjalny Ośrodek Szkolno-Wychowawczy w Gubinie
- Poradnia Psychologiczno-Pedagogiczna, ul. Pułaskiego 1, 66-620 Gubin
- Poradnia Psychologiczno-Pedagogiczna
- Zarząd Dróg Powiatowych
- Powiatowy Urząd Pracy
- Powiatowy Urząd Pracy Filia w Gubinie
- Powiatowy Ośrodek Wsparcia dla Osób z Zaburzeniami Psychicznymi „Integracja”
- Powiatowy Ośrodek Wsparcia dla Osób z Zaburzeniami Psychicznymi „Integracja” Filia w Gubinie
- Powiatowy Dom Dziecka w Gubinie
- Powiatowy Dom Dziecka w Krośnie Odrzańskim
- Zespół Ekonomiczno-Administracyjny Szkół

## Demografia
W przededniu wybuchu II wojny światowej, w 1939 r. powiat ziemski (Landkreis Crossen (Oder) zamieszkiwało ogółem 59 158 osób). W okresie powojennym:

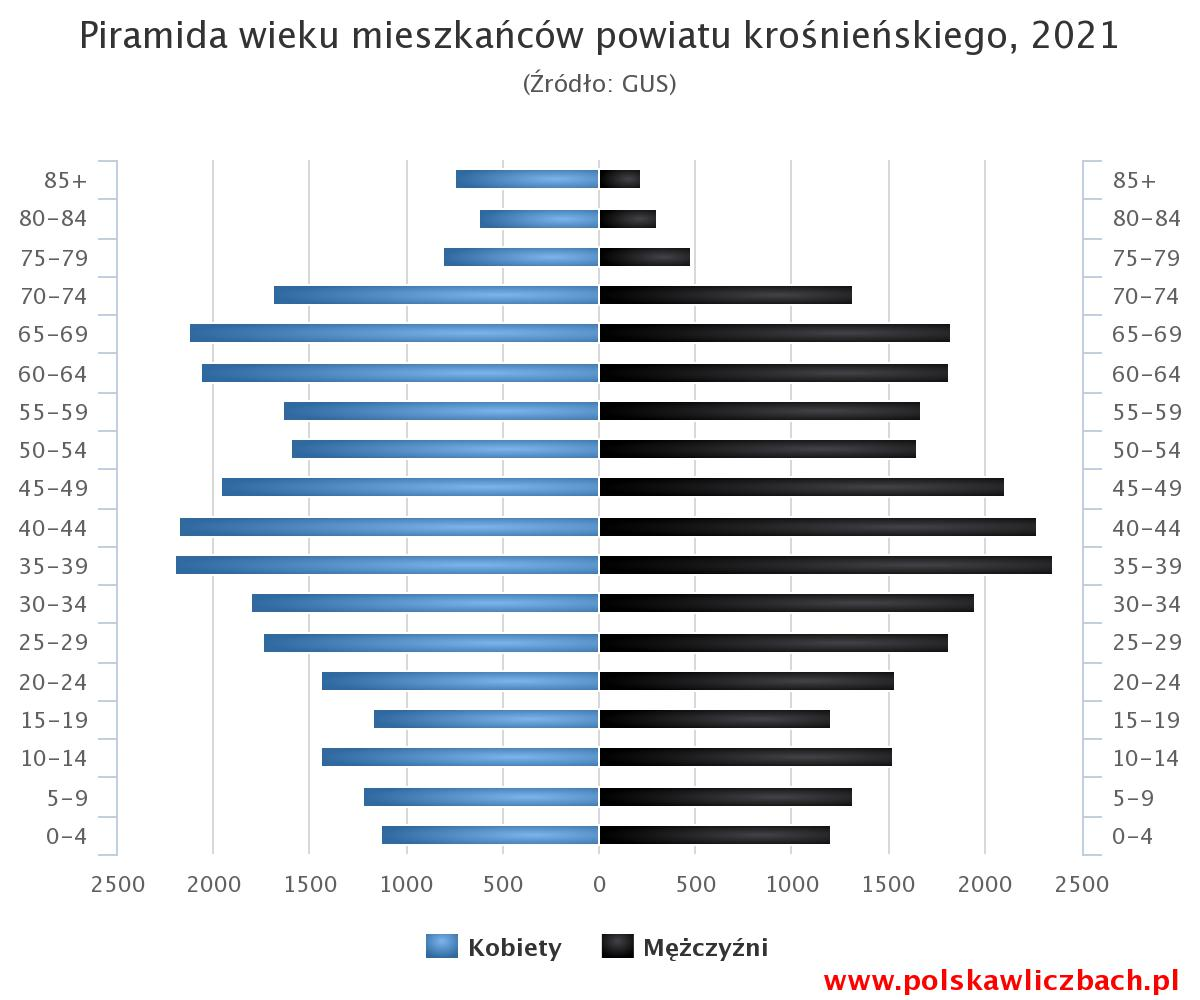
Piramida wieku mieszkańców powiatu krośnieńskiego (lubuskie) według stanu na dzień 31 grudnia 2021 r.

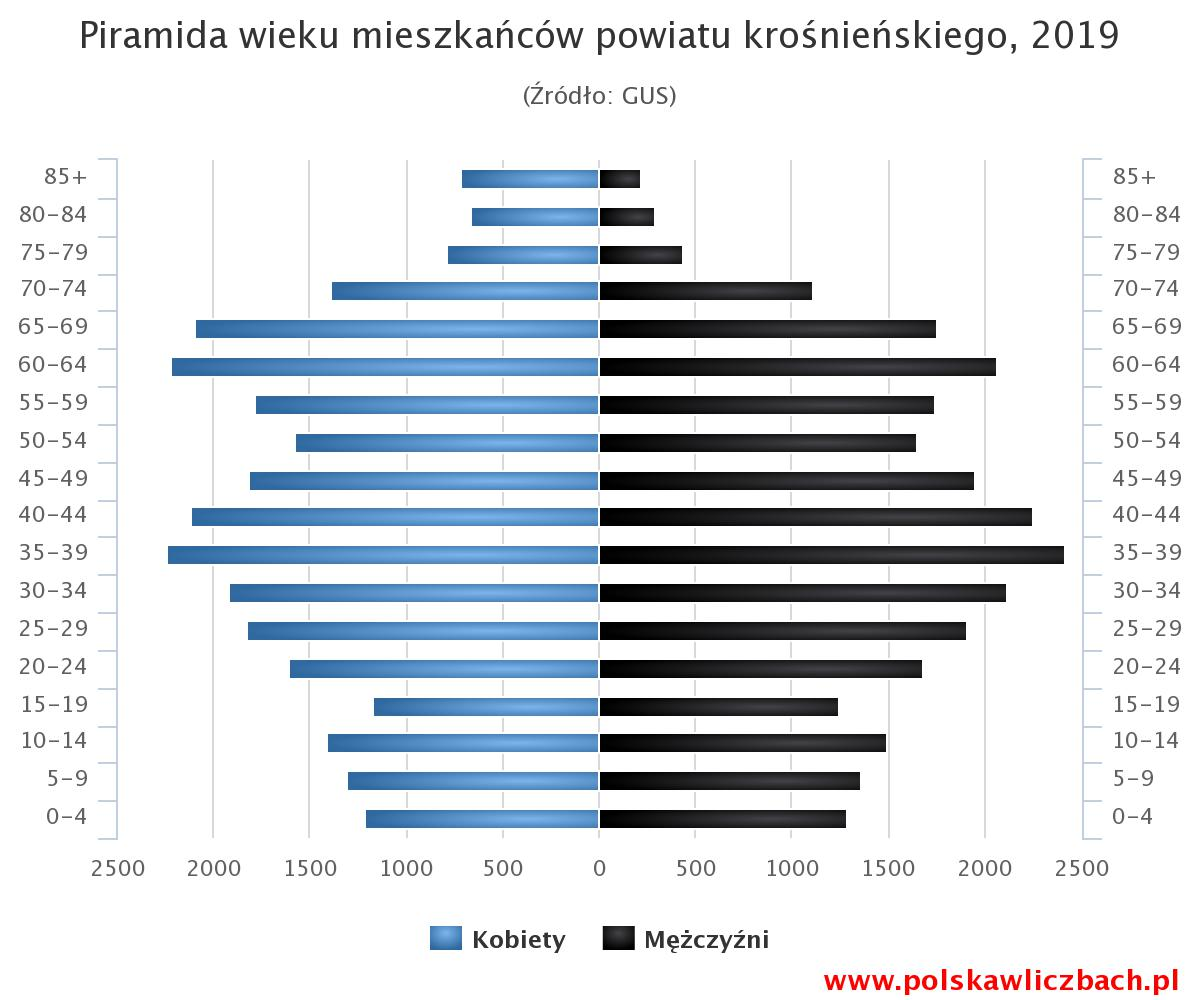
Piramida wieku mieszkańców powiatu krośnieńskiego (lubuskie) według stanu na dzień 31 grudnia 2019 r.

- 1946 /luty/ – 14 200 osób[79].
- 1998 – 60 190 osób[80].
- 2019 – 54 829 osób[81].

## Komunikacja
Drogi i linie przebiegające przez obszar powiatu krośnieńskiego:
Drogi Wojewódzkie:
| droga wojewódzka 138 | Gubin – Chlebowo – Połęcko – Maszewo – Torzym – Sulęcin     |
| droga wojewódzka 276 | Krosno Odrzańskie – Świebodzin                              |
| droga wojewódzka 278 | Szklarka Radnicka – Nietkowice – Sulechów – Sława – Wschowa |
| droga wojewódzka 286 | Gubin – Biecz                                               |
| droga wojewódzka 287 | Kosierz – Bobrowice – Lubsko – Żary                         |
| droga wojewódzka 288 | Dąbie – Lubiatów – Bogaczów – Nowogród Bobrzański           |

Drogi krajowe:
droga krajowa  granica państwa – Słubice –  (Krosno Odrzańskie)
droga krajowa  granica państwa – Gubinek – Połupin – Zielona Góra – Sulechów – Wolsztyn –  (węzeł „Stęszew”)
Linie kolejowe:
Linia kolejowa nr 273 Wrocław Główny – Szczecin Główny
Linia kolejowa nr 358 Zbąszynek – Gubin
Wykaz dróg będących w administrowaniu Zarządu Dróg Powiatowych znajduje się na stronie Biuletynu Informacji Publicznej. Całkowita długość dróg powiatowych wynosi 436,7 km (dane na dzień 05.11.2020 r.).

## Propozycja zmiany nazwy powiatu
Zmiana nazwy powiatu była szeroko poruszana dwukrotnie od momentu reformy administracyjnej z roku 1998. Wiosną 2002 r. Rada Powiatu Krośnieńskiego wyraziła zgodę na przeprowadzenie konsultacji społecznych, mających na celu zmianę nazwy na powiat krośnieńsko-gubiński. Polegały one na wydrukowaniu kart do głosowania z pytaniem: „Czy jest Pan/ Pani za zamianą nazwy powiatu na krośnieńsko-gubiński?” i wyłożeniu ich wraz z urnami w urzędach miast i gmin. Na udzielenie odpowiedzi w tej formie mieszkańcy mieli 30 dni, tj. do 10 maja. Większość samorządów wyraziło sprzeciw. Wśród nich była Rada Miejska Krosna Odrzańskiego. W samym Krośnie Odrzańskim na 1000 oddanych głosów przeciw było 897, a zaledwie 5 opowiedziało się za tą propozycją. Wobec sprzeciwu mieszkańców, nie podejmowano dalszego procedowania wniosku.
W roku 2015 władze samorządowe Miasta Gubin przy wsparciu władz Gminy Gubin i ówczesnego starosty krośnieńskiego Mirosława Glaza, wystąpiły z propozycją rozszerzenia nazwy o człon gubiński (powiat krośnieńsko-gubiński). Jednym z argumentów był fakt, że na obszarze obu jednostek samorządowych mieszka 43% mieszkańców powiatu. Ponadto uwzględnienie wniosku podkreśli równorzędność obu miast i zwiększy identyfikację mieszkańców z regionem. Swoje zdanie w przedmiotowej kwestii wyraziły Rady Miast i Gmin siedmiu samorządów wchodzących w skład wspólnoty powiatowej oraz Rada Powiatu Krośnieńskiego. Rady Gmin: Bobrowice, Bytnica, Dąbie, Maszewo i Rada Miejska Krosna Odrzańskiego wydały opinię negatywną. Do wniosku przychyliła się Rada Powiatu. Odbyły się również konsultacje społeczne. Według danych frekwencja podczas konsultacji (głównie w Gubinie i Krośnie Odrzańskim) wyniosła 11,68%. Za zmianą opowiedziało się 31,22%, przeciwko było 68,23% biorących udział.

## Sąsiednie powiaty
- powiat słubicki
- powiat sulęciński
- powiat świebodziński
- powiat zielonogórski
- powiat żarski

- powiat Spree-Neiße
- powiat Oder-Spree

## Współpraca międzynarodowa
Powiat krośnieński już 10 listopada 2000 r. zawarł porozumienie i rozpoczął współpracę z niemieckim powiatem Spree-Neiße. Dokumenty intencyjne podpisali ówcześni włodarze: starosta krośnieński Wiesław Mackowicz i Landrat Dieter Friese. Kolejną umowę zawarto w 2007 r. z drugim granicznym powiatem Oder-Spree. W 2008 r. podpisano porozumienie, dotyczące wymiany edukacyjnej z francuskim departamentem Pas-de-Calais.

## Parlamentarzyści z regionu krośnieńsko-gubińskiego
Region krośnieńsko-gubiński miał na przestrzeni 70 lat swoją reprezentację w Sejmie Polskiej Rzeczypospolitej Ludowej i III Rzeczypospolitej Polskiej.

### Posłowie na Sejm Polskiej Rzeczypospolitej Ludowej
- Franciszek Dębowski /ZSL – Marcinowice/ (Sejm I kadencji PRL/ 1952 – 1956)
- Irena Koleśnik /ZSL – Pole/ (Sejm VIII kadencji PRL/ 1980 – 1985)
- Maria Kulik /PZPR – Gubin/ (Sejm IX kadencji PRL/ 1985 – 1989)
- Jerzy Kosmala /Bezpartyjny – Krosno Odrzańskie/ (Sejm IX kadencji PRL/ 1985 – 1989)

### Posłowie na Sejm Rzeczypospolitej Polskiej
- Czesław Fiedorowicz /UD, UW, PO, PSL – Gubin/ (Sejm II, III i V kadencji RP/ 1993 – 1997, 1997 – 2001, 2005 – 2007)
- Marek Cebula /PO – Krosno Odrzańskie/ (Sejm VI kadencji RP/ 2007 – 2010)
- Jacek Kurzępa /PiS – Krosno Odrzańskie/ (Sejm VIII i IX kadencji RP/ 2015 – 2019, 2019 – 2023)
- Łukasz Mejza /PiS – Krosno Odrzańskie, wybrany z listy PSL, a następnie PiS/ (Sejm IX i X kadencji RP/ 2019 – 2023, 2023 – 2027)

### Posłowie związani z regionem
- Wincenty Karuga /Bezpartyjny – Krosno Odrzańskie/ (Sejm II kadencji PRL/ 1957 – 1961)
- Jan Skrzetuski /ZSL – Krosno Odrzańskie/ (Sejm IX kadencji PRL/ 1985 – 1989)
- Józef Zych /ZSL, PSL – Krosno Odrzańskie/ (Sejm X kadencji PRL i I, II, III, IV, V, VI i VII kadencji RP)